# Hector Cazenave
Hector Cazenave (13 d'abril de 1914 - 27 de setembre de 1958) fou un futbolista francès.

## Selecció de França
Va formar part de l'equip francès a la Copa del Món de 1938.